# Rosie (album)
Pour les articles homonymes, voir Rosie.
Albums de Fairport Convention
"Babbacombe" Lee
(1971) Nine
(1973)
Rosie est le huitième album studio du groupe de folk rock britannique Fairport Convention. Il est sorti en 1973 sur le label Island Records.
À la suite du départ de Simon Nicol (en), parti former The Albion Band (en) avec Ashley Hutchings (un autre ex-Fairport Convention), le groupe accueille dans ses rangs les guitaristes de Fotheringay Trevor Lucas et Jerry Donahue. Trois batteurs apparaissent sur l'album : Gerry Conway, Timi Donald et Dave Mattacks, ainsi que Richard Thompson et Sandy Denny, deux anciens membres du groupe, sur la chanson-titre.

## Fiche technique

### Chansons
| 1. | Rosie                      | Dave Swarbrick (en)                                                   | 3:38 |
| 2. | Matthew, Mark, Luke & John | Dave Pegg, Dave Swarbrick                                             | 3:55 |
| 3. | Knights of the Road        | Trevor Lucas, Peter Roche                                             | 3:56 |
| 4. | Peggy's Pub                | Dave Pegg                                                             | 2:26 |
| 5. | The Plainsman              | traditionnel arrangé par Trevor Lucas avec des paroles de Peter Roche | 3:20 |

| 6.  | Hungarian Rhapsody                                      | Dave Pegg                                    | 3:13 |
| 7.  | My Girl                                                 | Dave Swarbrick                               | 5:14 |
| 8.  | Me with You                                             | Dave Swarbrick                               | 3:39 |
| 9.  | The Hens March Through the Midden & The Four Poster Bed | traditionnel arrangé par Fairport Convention | 2:50 |
| 10. | Furs and Feathers                                       | Dave Swarbrick                               | 4:33 |

La réédition remasterisée de Rosie parue en 2004 chez Island Records inclut cinq titres bonus enregistrés lors du concert de Fairport Convention au Howff de Primrose Hill le 23 avril 1973.
| 11. | Matthew, Mark, Luke & John                              | Dave Pegg, Dave Swarbrick                    | 5:24 |
| 12. | The Hens March Through the Midden & The Four Poster Bed | traditionnel arrangé par Fairport Convention | 2:40 |
| 13. | Rosie                                                   | Dave Swarbrick                               | 3:55 |
| 14. | The Claw                                                | Jerry Reed                                   | 1:59 |
| 15. | Furs and Feathers                                       | Dave Swarbrick                               | 4:53 |

### Musiciens

#### Fairport Convention
- Dave Swarbrick (en) : chant, violon, alto, mandoline sur Peggy's Pub, guitare acoustique sur My Girl
- Dave Pegg : chant, basse, mandoline
- Dave Mattacks : batterie sur Peggy's Pub, The Hens March Through the Midden & The Four Poster Bed et Furs and Feathers, percussions sur Me with You, piano sur Hungarian Rhapsody
- Trevor Lucas : chant, guitare acoustique, guitare à douze cordes
- Jerry Donahue : guitares, chœurs

#### Musiciens supplémentaires
- Richard Thompson : guitare électrique et guitare à douze cordes sur Rosie
- Sandy Denny, Linda Peters : chœurs sur Rosie
- Gerry Conway : batterie sur Rosie, Knights of the Road et The Plainsman
- Timi Donald : batterie sur Matthew, Mark, Luke & John, Hungarian Rhapsody et My Girl
- Ralph McTell : guitare acoustique sur Me With You

### Équipe de production
- Trevor Lucas : producteur
- John Wood (en) : ingénieur du son
- Mick Haggerty (en) : conception de la pochette